# Mastbild
Unter dem Mastbild einer Freileitung versteht man das Erscheinungsbild, das sich aus der Anordnung der Leiterseile auf den Freileitungsmasten ergibt.

## Kriterien
Die Anordnung der Leiterseile am Mast und die gegenseitigen Abstände zwischen Leiterseilen und Erdseilen wird in erster Linie von mechanischen Gesichtspunkten bestimmt, wie dem Ausschwingen der Leiterseile infolge Winddrucks oder unterschiedlicher Eisbelastung. Die Auswirkung der Leiterseilanordnung auf die Leitungskonstanten wie die Induktivität und die Kapazität spielt eine geringere Rolle. Eine Anordnung in Dreiecksform (Triangel-Mast oder Donaumast) hat gegenüber der Einebenenanordnung einen lediglich um 6 bis 7,5 % geringeren induktiven Widerstand, für den kapazitiven Widerstand gilt ähnliches.
Die Anordnung mehrerer Leitungen senkrecht übereinander bringt die Gefahr mit sich, dass bei plötzlicher Entlastung einer einzelnen Leitung von anhaftendem Schnee oder Eis diese die darüber befindliche Leitung berührt. Durch eine verlängerte mittlere Traverse (Tonnenmast) kann dem Abhilfe geleistet werden. Für Gebiete mit Rauhreif oder hohem Schneefall haben sich auch Einebenenmasten bewährt, da unterschiedlich stark durchhängende Leiterseile sich nicht berühren können. Der Nachteil bei dieser Anordnung sind verhältnismäßig hohe Verdrehkräfte, die auf den Mastschaft wirken.
Die Wahl des Mastbildes wirkt sich neben dem elektrischen Verhalten vor allem auf den baulichen Höhen- und Breitenbedarf der Trasse aus. Einebenenanordnungen (alle Leiter auf einer Höhe nebeneinander) beanspruchen wenig Höhe, dafür jedoch viel Breite, was vor allem dann nachteilig ist, wenn die Trasse durch Waldgebiete führt und breite Schneisen geschlagen werden müssen. Dreiebenenanordnungen beanspruchen weniger Breite, dafür jedoch mehr Höhe, was Leitungskreuzungen erschweren kann und die Windlast auf den Masten erhöht. Zweiebenenanordnungen wie der Donaumast stellen einen Kompromiss dar.
In windreichen Gebieten fließen auch Stabilitätsaspekte mit ein: Deltamasten verhalten sich konstruktiv elastisch, sie können „nachgeben“ und damit hohe Seitenkräfte aufnehmen.

## Geschichte

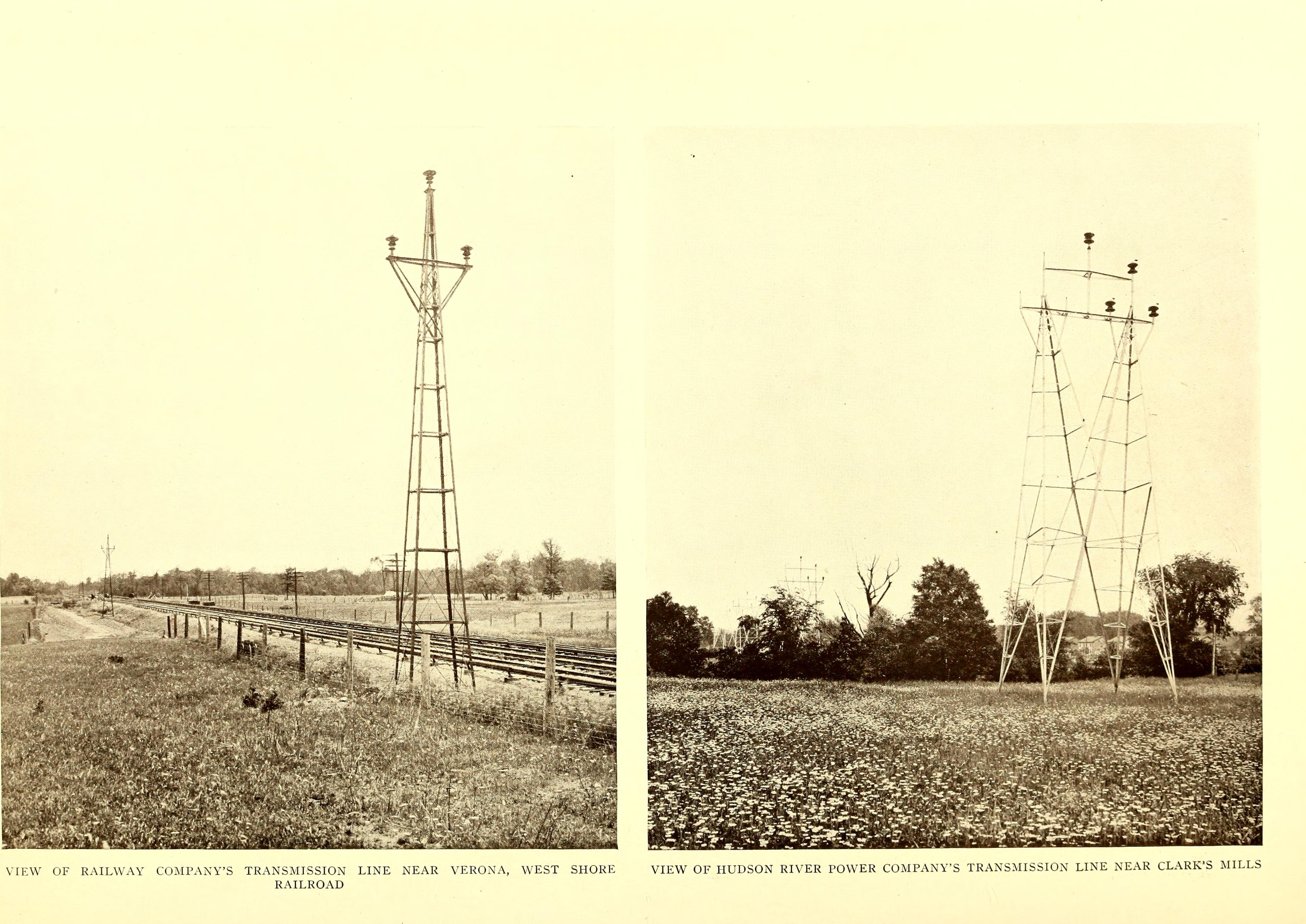
Freileitungsmasten von 1907

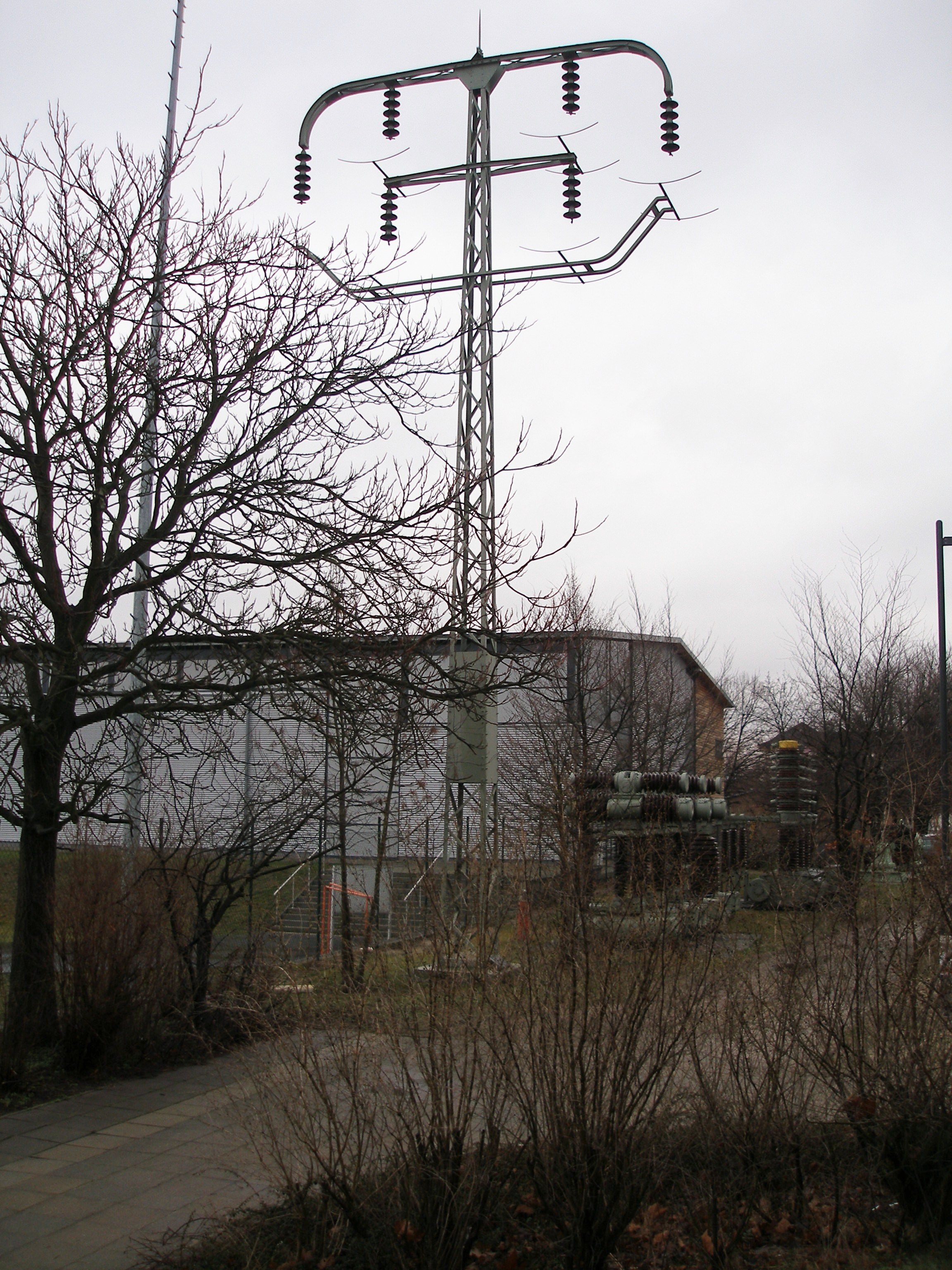
Mast der 110-kV-Leitung Lauchhammer–Riesa von 1911

Die allerersten Freileitungsmasten, die bereits vor dem Ersten Weltkrieg errichtet wurden, wiesen noch recht ungewöhnliche Bauformen auf. Zwischen 1922 und 1928 gab es dann eine rege Bauperiode in Deutschland, in welcher überwiegend Tannenbaummasten gebaut wurden, die relativ schlank ausgeführt wurden, um einen geringen Flächenbedarf zu gewährleisten. Die Anordnung der Leiterseile stand dabei zunächst im Hintergrund. Um die bei Tannenbaummasten unterschiedlichen Spannungsabfälle der einzelnen Leiterseile zu vermeiden, wurden häufige Verdrillungen in den Leitungsverlauf eingebaut. Eine Notwendigkeit für eine Entwicklung des Mastbildes gab es vor allem dadurch, dass die Leiterabstände zur Erhöhung der Sicherheit gegen Zusammenschlagen beachtlich vergrößert werden mussten. Im Vergleich von Tannenbaummasten von 1919 und Donaumasten von 1928 konnte beispielsweise der vertikale Leiterabstand von 3 m auf 6 m verdoppelt werden.

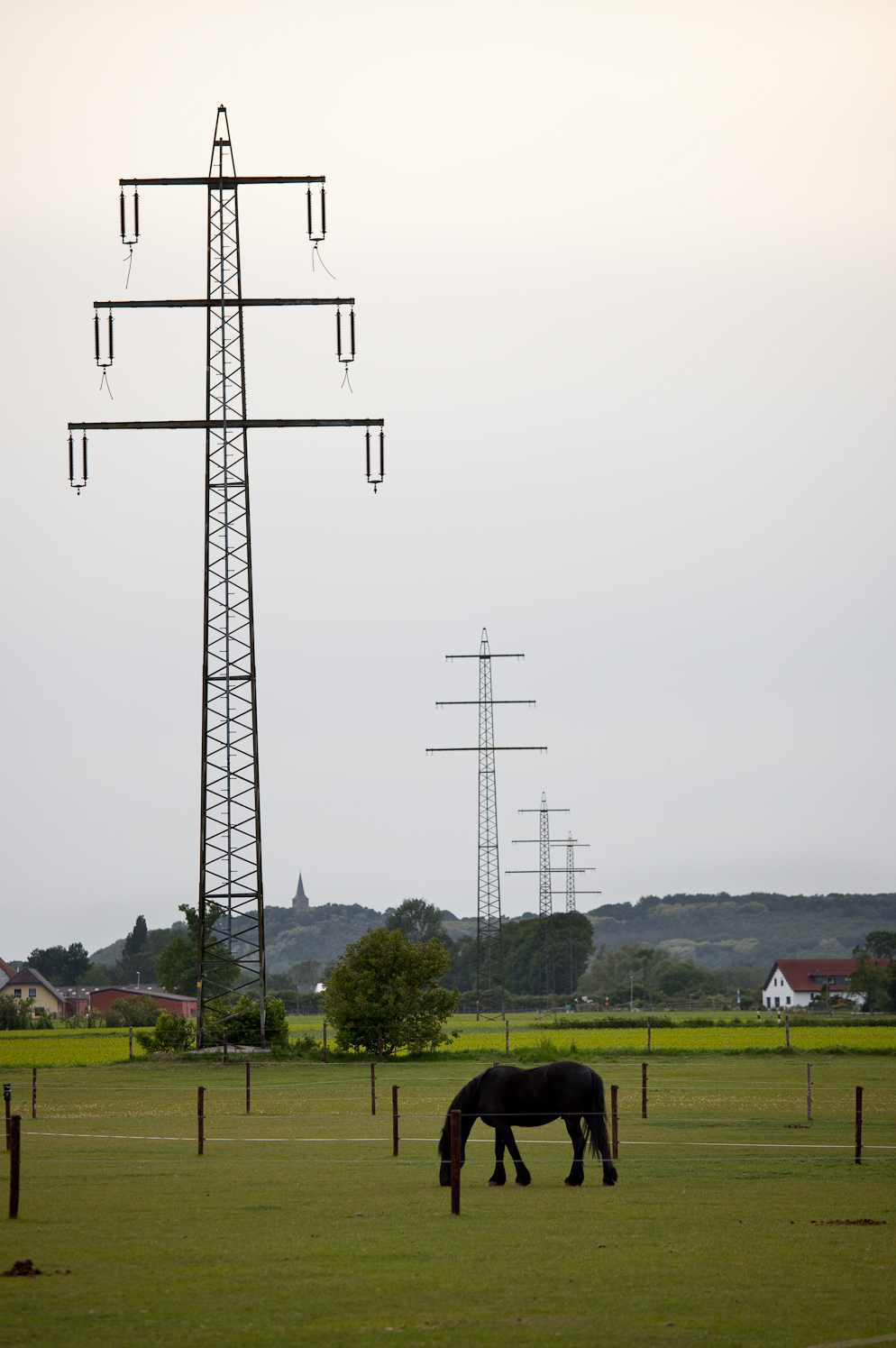
Typische Tannenbaummaste aus den 1920er Jahren

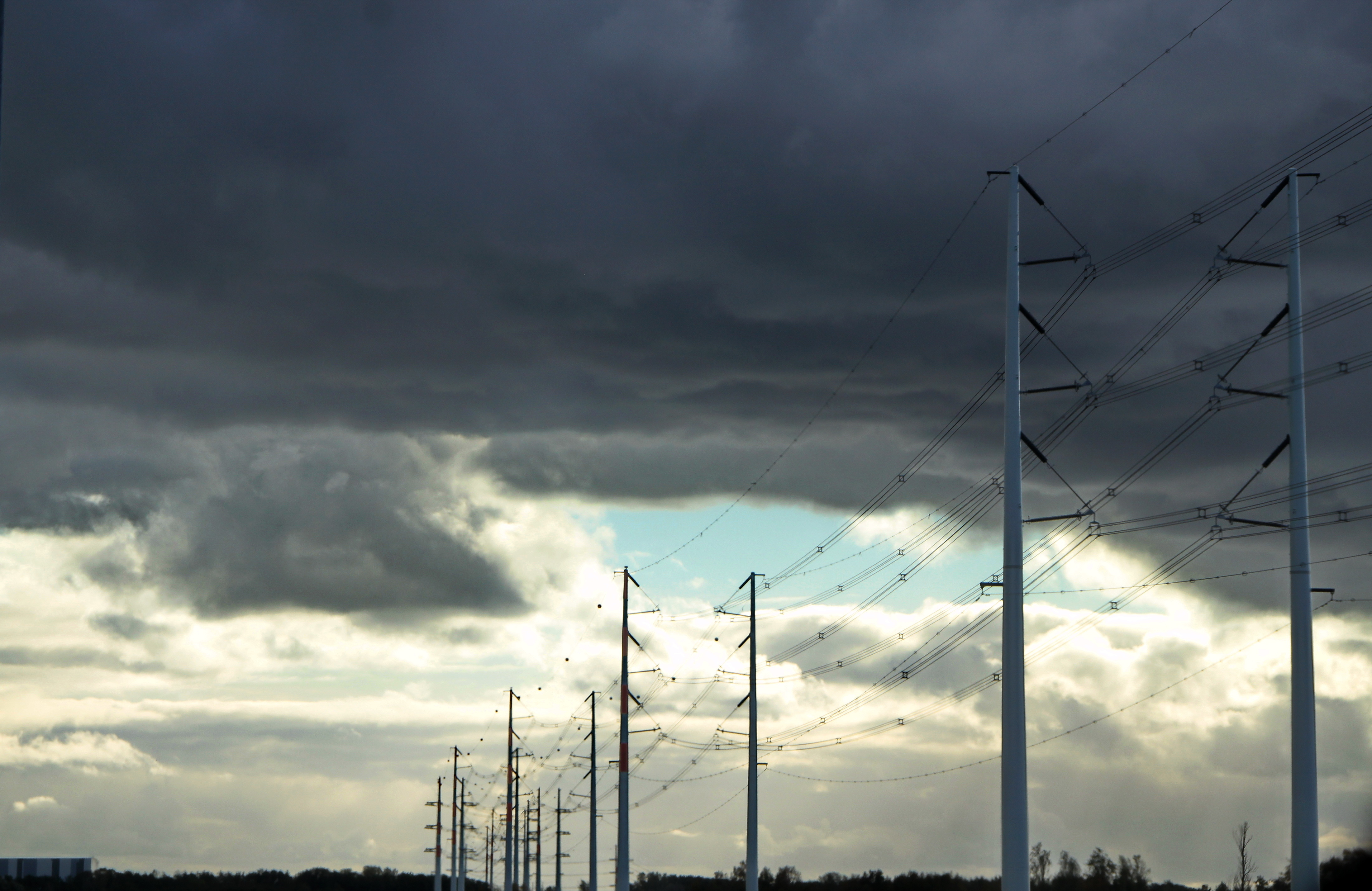
Moderne Stahlrohrmaste in den Niederlanden

In der Zeit nach dem Zweiten Weltkrieg wurden die technischen Anforderungen an die Masten stetig erhöht, um eine höhere Stabilität und einen höheren Abstand der Leiterseile zum Boden zu gewährleisten.
Seit dem 21. Jahrhundert spielen auch ästhetische Gründe eine immer größer werdende Rolle. So werden in den USA sowie einigen anderen Ländern Stahlrohrmaste, gebaut, welche günstiger sind und sich besser in das Landschaftsbild einfügen, allerdings gegenüber traditionellen Stahlgittermasten weniger stabil und haltbar sind. Oft werden Isoliertraversen, die direkt am Mastschaft angebracht sind, verwendet, wodurch sich logischerweise die Dreiebenenanordnung ergibt.

## Beispiele

### Eine Traverse

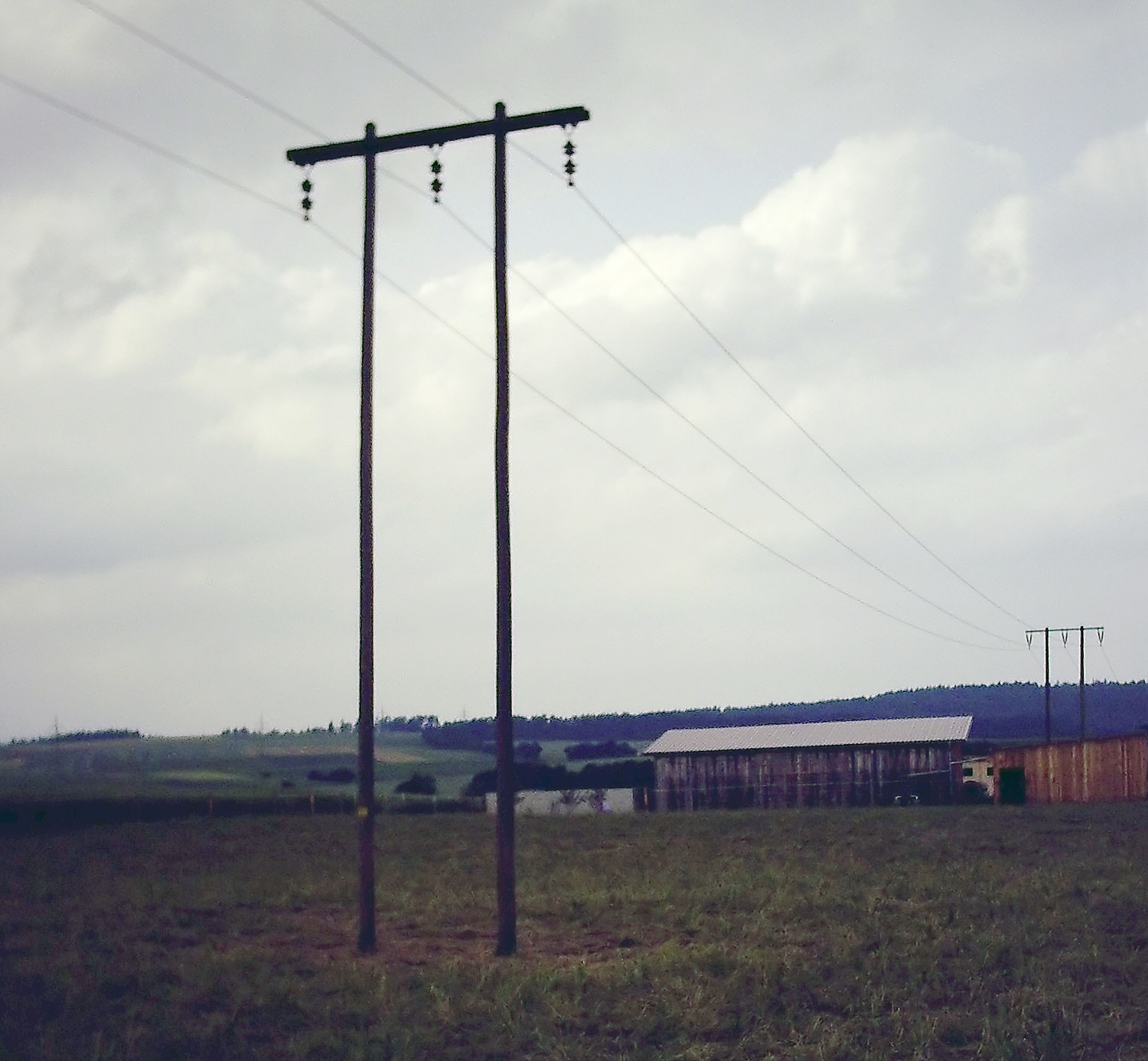
Portalmast: Zwei tragende Pfosten bilden das „Portal“.
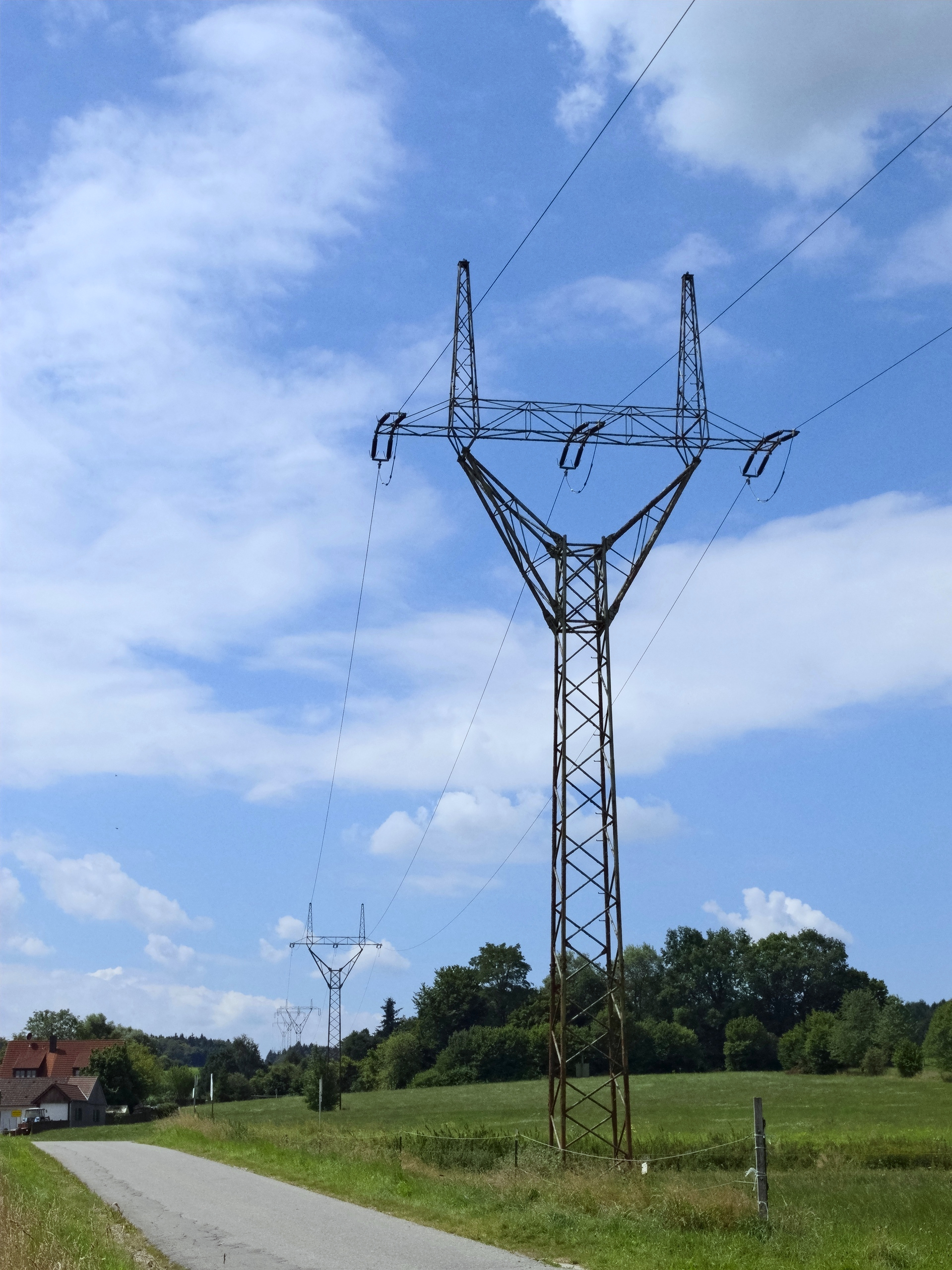
Deltamast: Die Traverse wird von einer Gabelung getragen, ein Leiter läuft durch die Mitte.
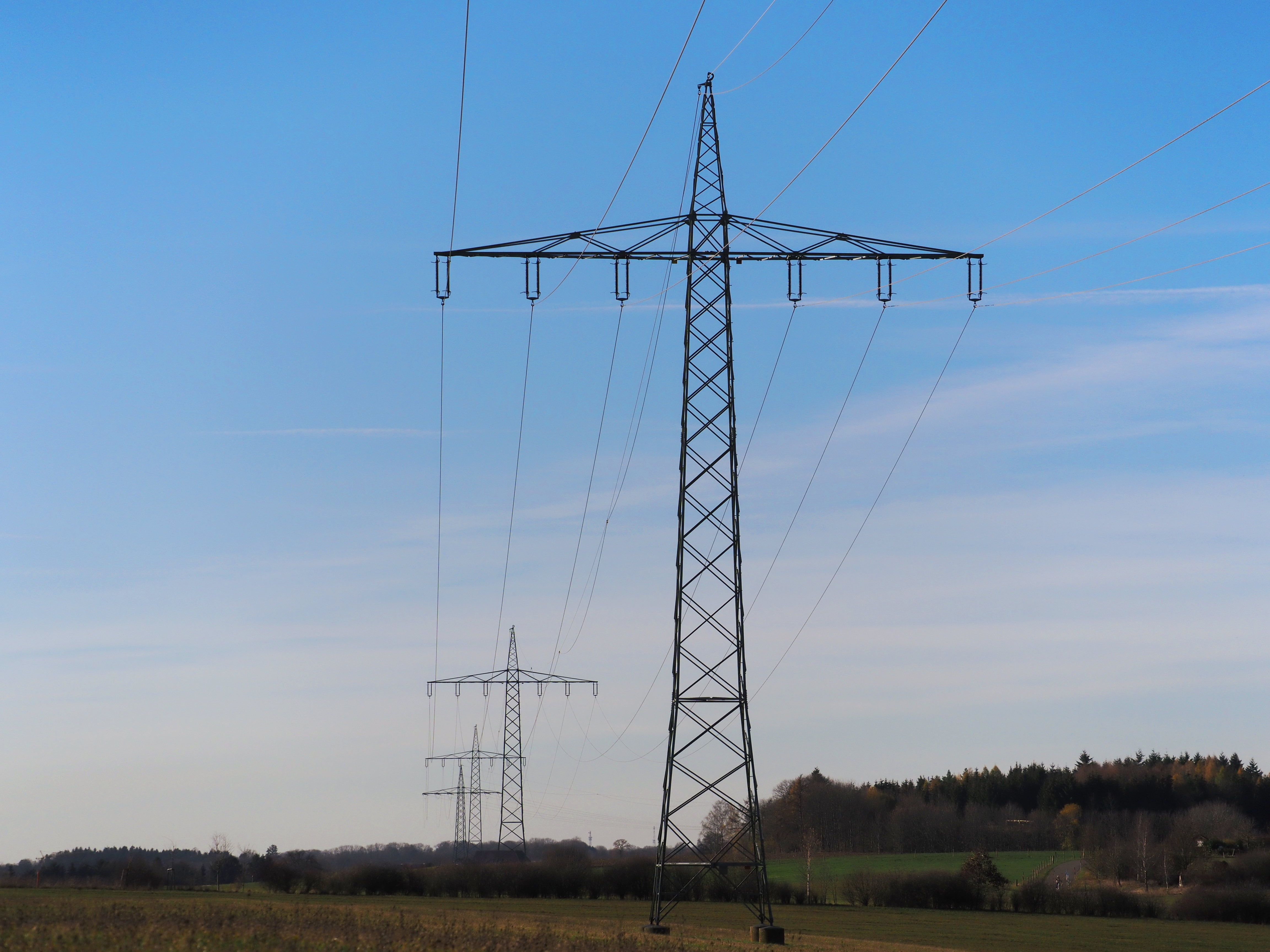
Einebenenmast mit zwei Stromkreisen: Alle Leiter verlaufen nebeneinander.

### Zwei Traversen

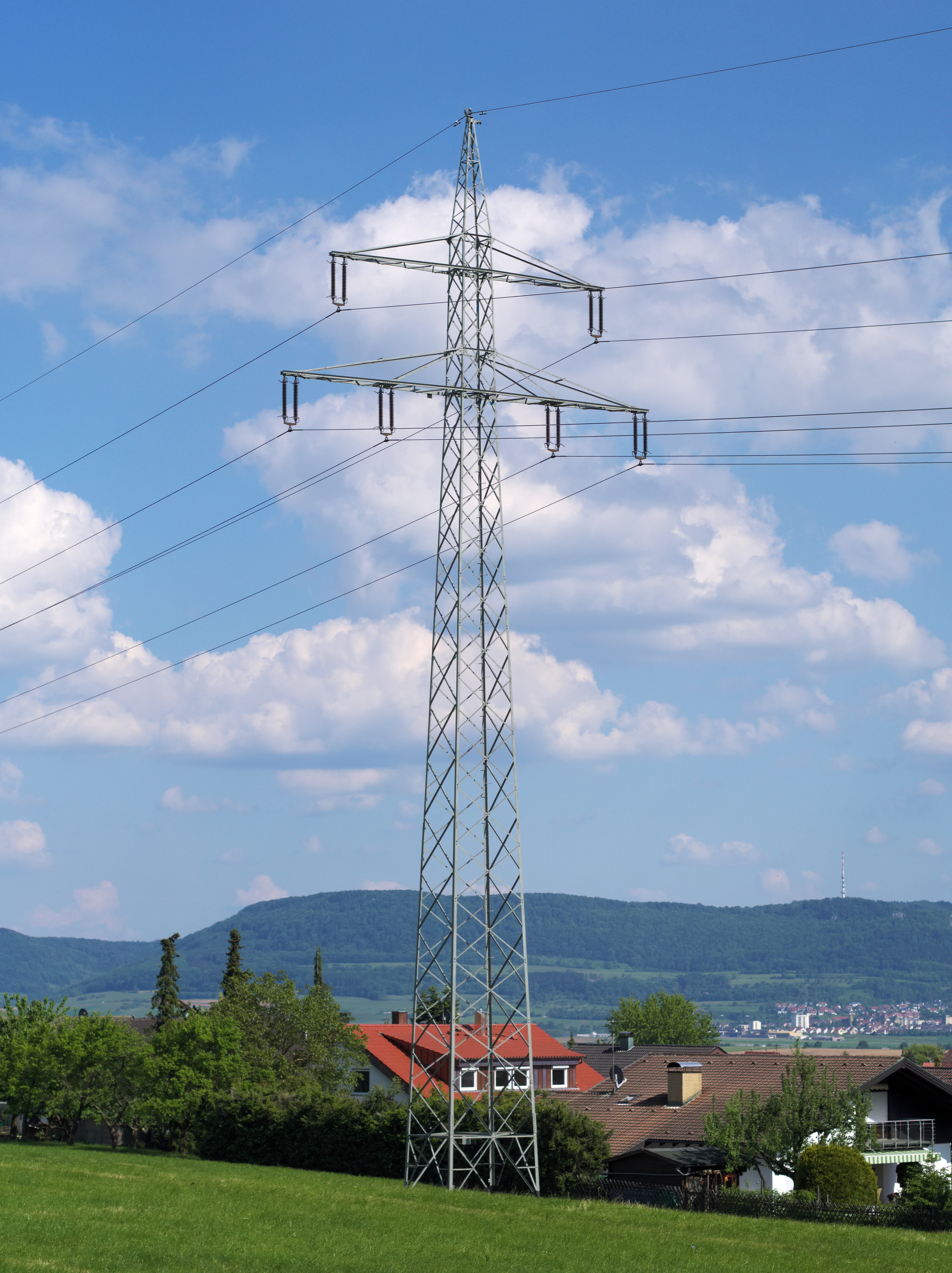
Donaumast: Die obere Traverse ist schmaler als die untere. Üblicherweise liegen zwei Leiter auf der unteren Traverse, einer auf der oberen.
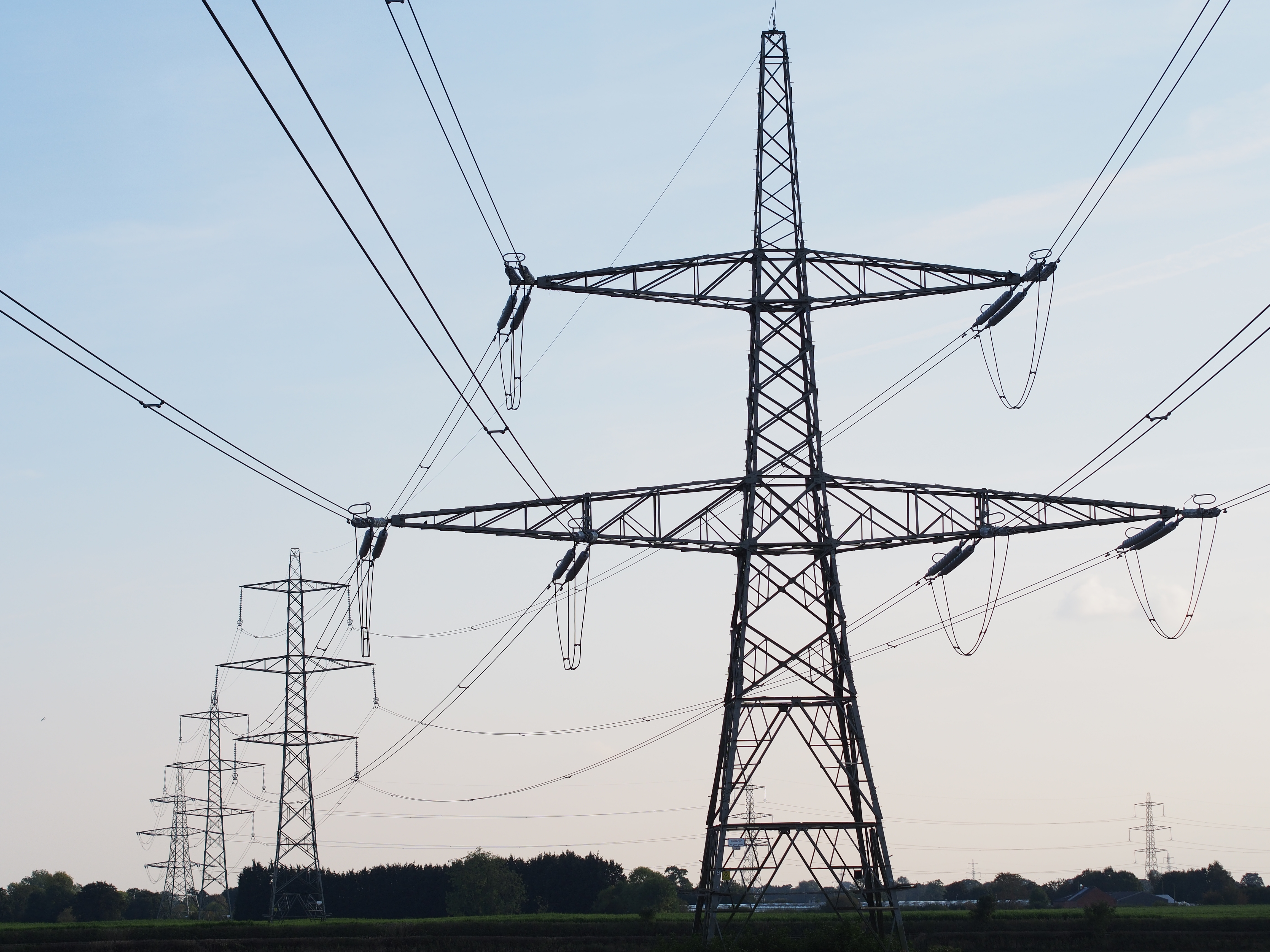
Donaumast einer 400-kV-Leitung in Nordengland mit Übergang auf das dort üblichere Mastbild Tonnenmast.
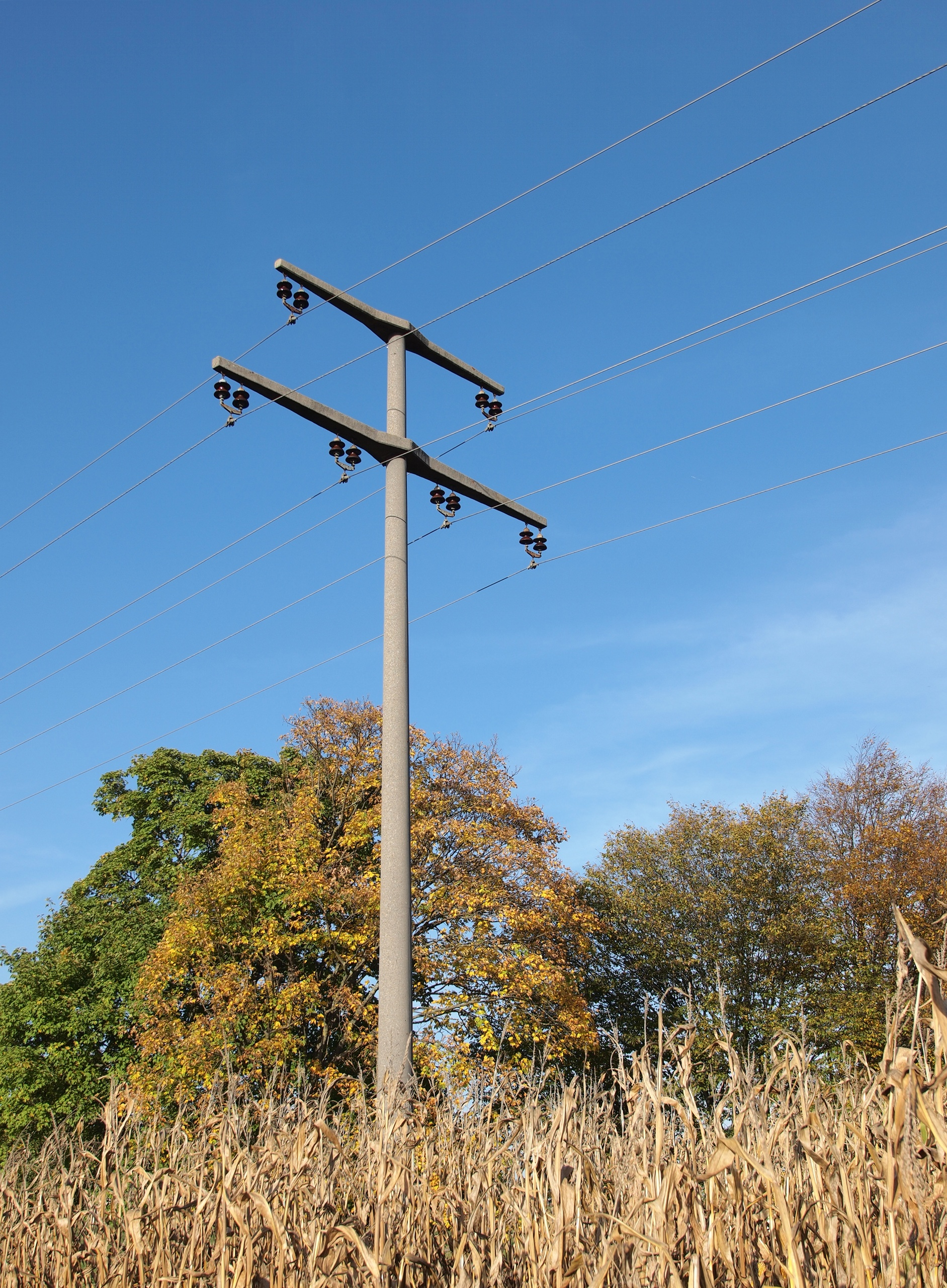
20-kV-Mittelspannungsleitung mit zwei Stromkreisen als Donaumast.

### Drei Traversen

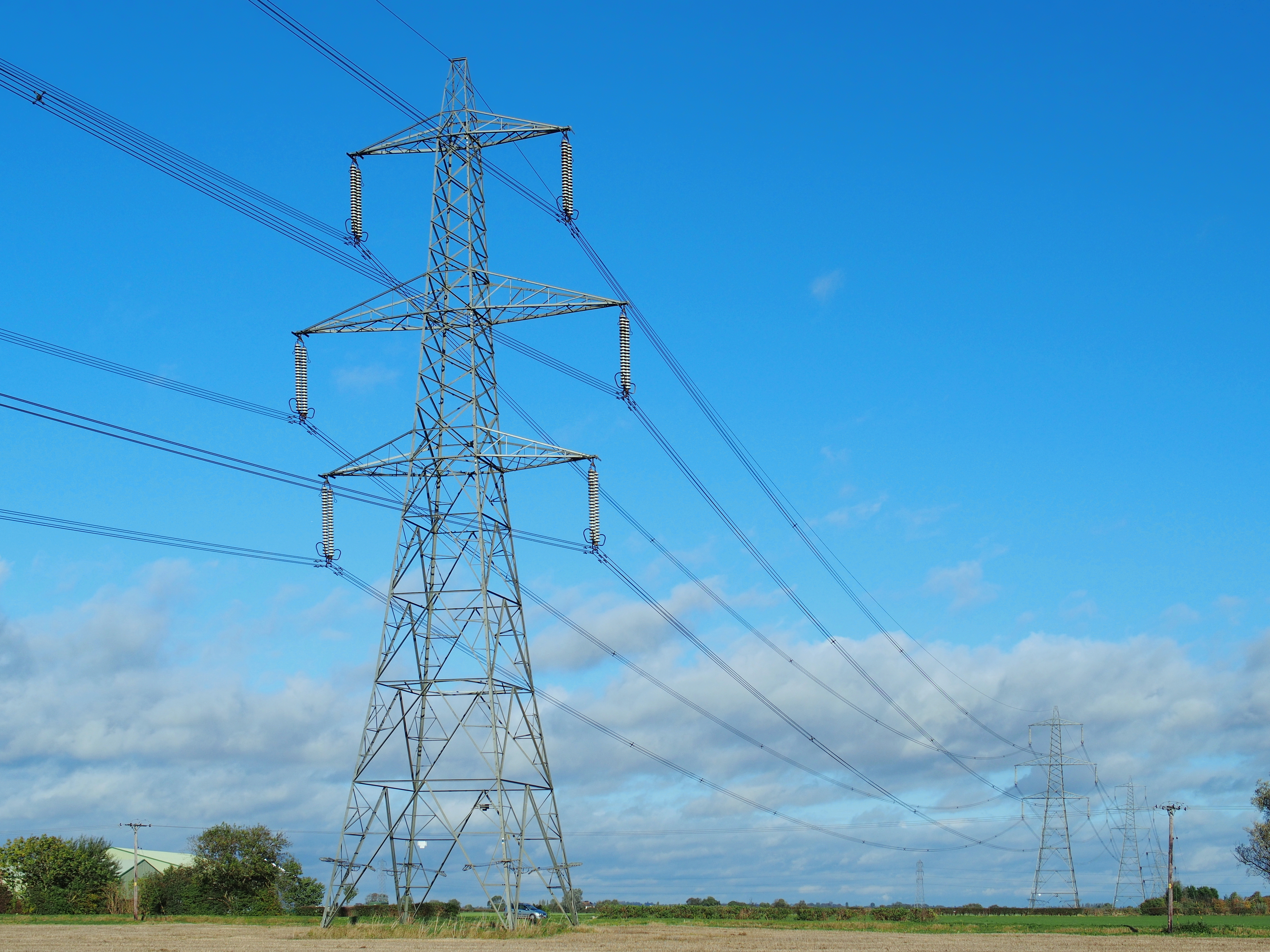
Tonnenmast: Drei Ebenen, die mittlere ist am breitesten.
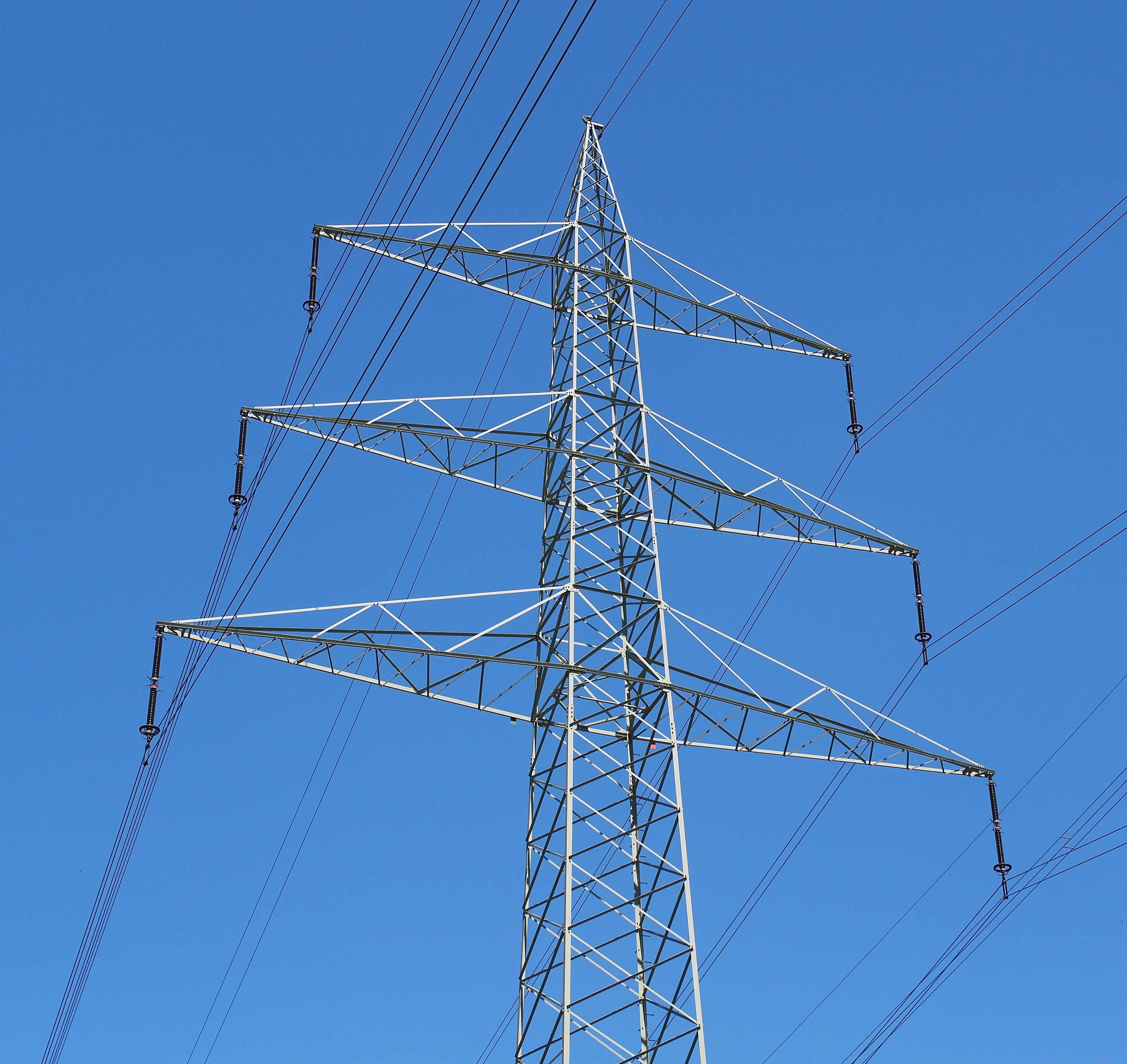
Tannenbaummast: Drei Ebenen, von unten nach oben verjüngend.

### Kombinationen

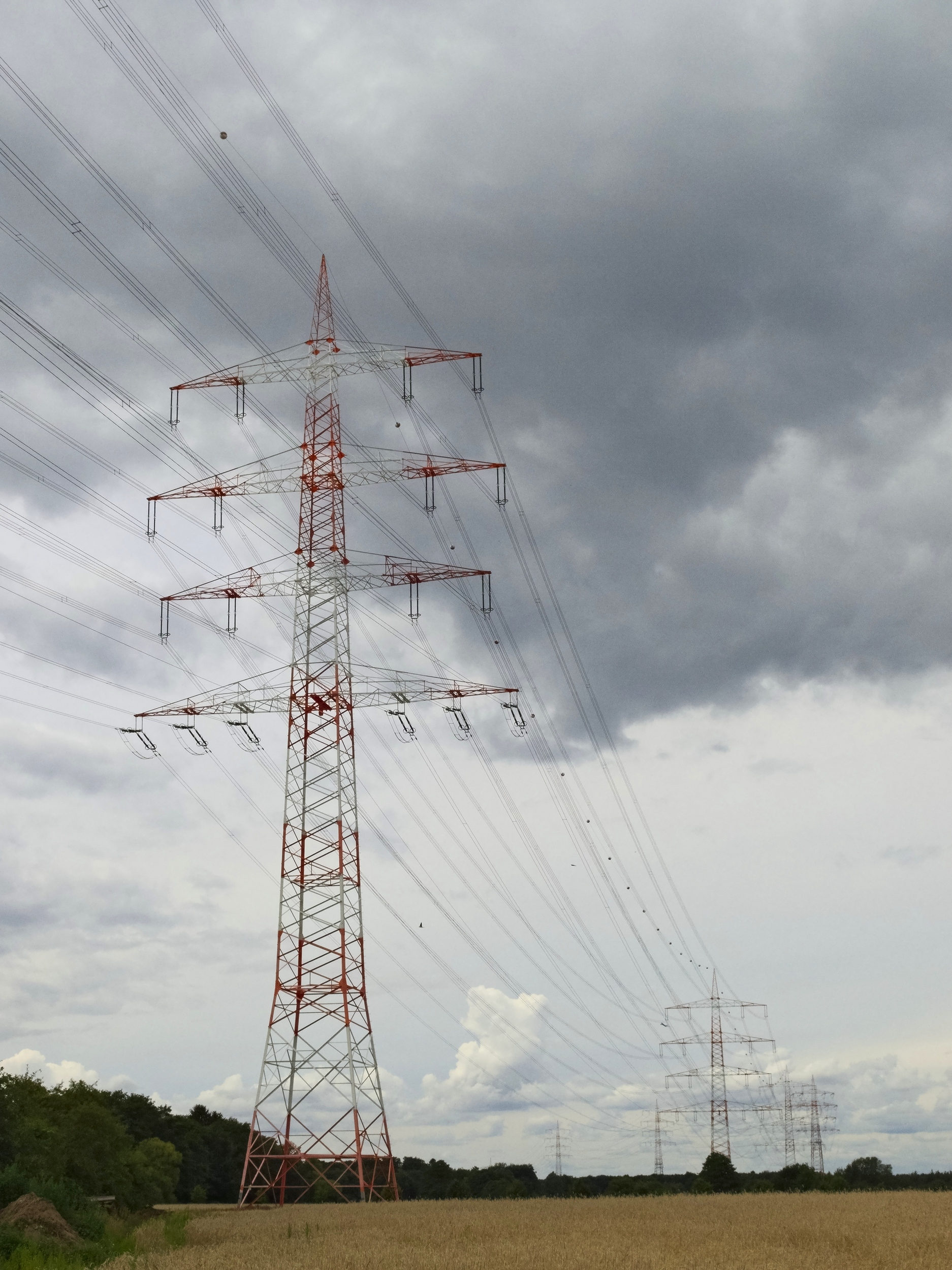
Vier 380-kV-Stromkreise in Tonnenmast-Anordnung, darunter zwei 220-kV-Kreise in Einebenenanordnung.
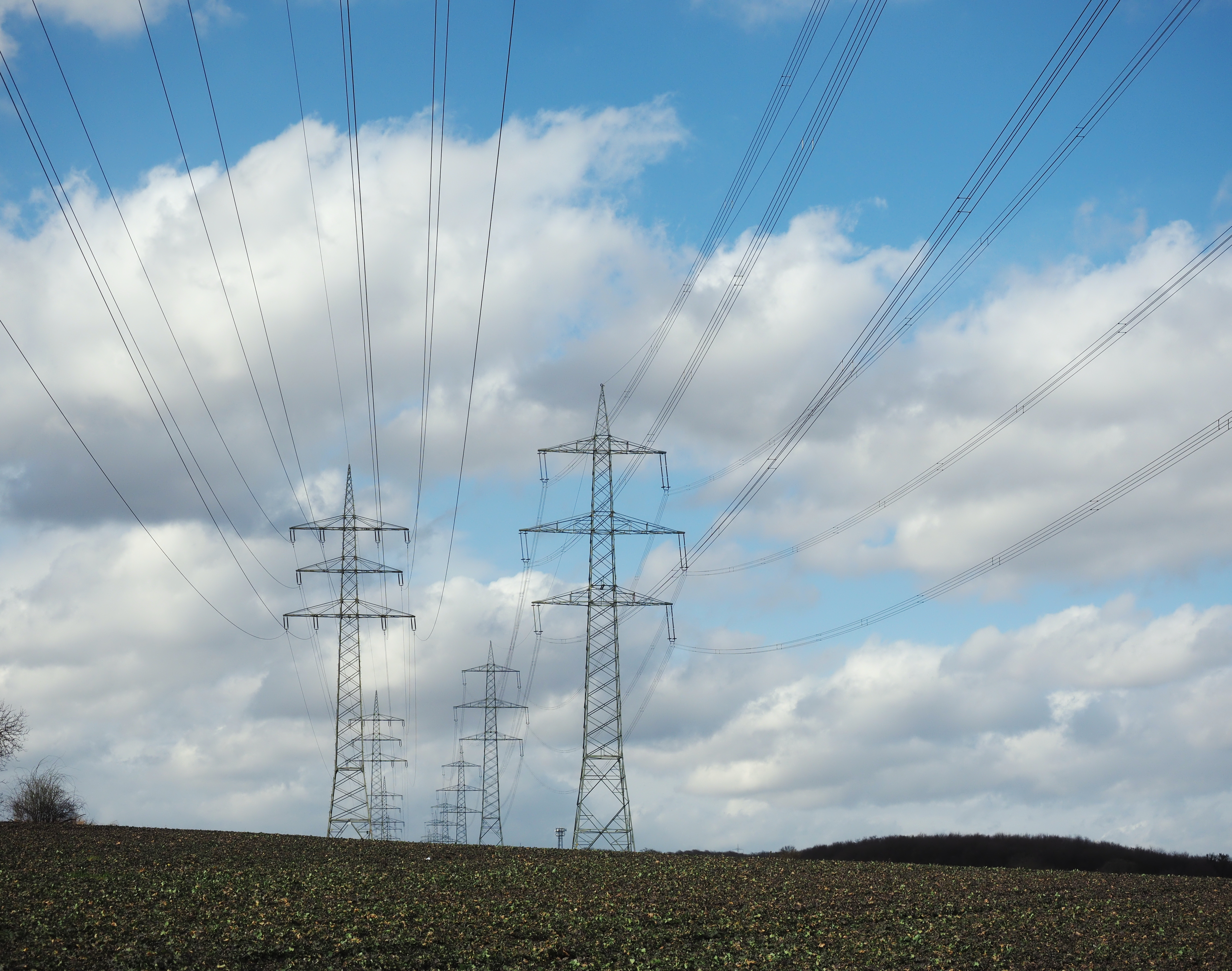
Rechts: Tonnenmast 380 kV. Links eine Hybridleitung: Unten eine 110-kV-Leitung in Donau-Anordnung, auf der obersten Traverse liegt eine Bahnstromleitung.

## Einsatz
Für HGÜ-Freileitungen mit nur zwei Leiterseilen ist der Einebenenmast üblich.
Bahnstromleitungen bis zu zwei Stromkreisen nutzen ebenfalls meist die Einebenenanordnung, im Fall von vier Stromkreisen kommen zwei Ebenen zum Einsatz. Bahnstromleitungen mit sechs Stromkreisen werden in drei Ebenen auf den Masten verlegt, so dass der Mast auf jeder seiner drei Traversen vier Leiterseile trägt.
Drehstromleitungen mit bis zu zwei Stromkreisen nutzen in Deutschland meist die Donaumast-Anordnung. Bei vier Stromkreisen der gleichen Spannungsebene kommen Dreiebenenmaste zum Einsatz. Vier Drehstromkreise unterschiedlicher Spannung werden standardmäßig so auf den Masten untergebracht, dass auf der untersten Traverse zwei Stromkreise für die niedere Spannung und auf den beiden obersten – in Donau-Anordnung – die Stromkreise für die höhere Spannung hängen. Für Hochspannungsleitungen mit zwei Stromkreisen sind die Einebenenanordnung, der Tonnenmast, der Tannenbaummast und insbesondere der Donaumast das übliche Mastbild.
Für einen Drehstromkreis wird meist die Einebenenanordnung (im Ausland auch auf Deltamasten und Portalmasten verwendet) oder Mastbilder mit drei versetzten Traversen verwendet.
Hybridmaste für die Unterbringung von Bahnstrom- und Drehstromkreisen besitzen im Regelfall drei Traversen, wobei auf der untersten Traverse die beiden Bahnstromkreise untergebracht sind, während auf den beiden obersten Traversen zwei Drehstromkreise wie bei einem Donaumast angeordnet sind.